# Možjanca
Možjanca – wieś w Słowenii, w gminie Preddvor. W 2018 roku liczyła 54 mieszkańców.